# شهرستان یولاخ
یولاخ (به لاتین: Yevlax) نام بخشی است در جمهوری آذربایجان که شهر مینگچویر و شهر یولاخ را در خود محصور کرده‌است. این بخش ۱۵۵۵ کیلومتر مربع وسعت و ۱۰۹٬۵۰۰ نفر جمعیت دارد.